# Campionato Juniores Nazionali (calcio femminile)
Il Campionato Juniores Nazionali di calcio femminile è un torneo a livello giovanile organizzato dal 2012 dal Dipartimento Calcio Femminile della Lega Nazionale Dilettanti, che opera all'interno della F.I.G.C..

## Formula
Attualmente, il campionato è composto da due fasi: una a carattere regionale ed una a carattere nazionale. Quella regionale è sotto l'egida dei singoli comitati regionali, che organizzano i rispettivi tornei ed indicano poi al Dipartimento Nazionale le squadre che hanno diritto a partecipare alla fase nazionale.
Nella fase nazionale, le squadre ammesse vengono divise in gironi (su scala geografica), disputando un pari numero di gare in casa e trasferta. Le vincitrici dei singoli gironi accedono alla fase ad eliminazione diretta, che si disputano in sfide di andata e ritorno a campi invertiti, mentre la finalissima viene giocata in gara unica su campo neutro.

## Albo d'oro
| Anno      | Stadio                                                             | Finale                | Finale    | Finale             |
| Anno      | Stadio                                                             | Vincitore             | Risultato | Finalista          |
| --------- | ------------------------------------------------------------------ | --------------------- | --------- | ------------------ |
| 2011-2012 | Stadio Walter Righi, Borgaro Torinese (TO) 15 giugno 2012          | L.F. Jesina           | 8 - 0     | Atletico Milano    |
| 2012-2013 | Stadio Massimo Sbrighi, Castiglione di Ravenna (RA) 16 giugno 2013 | Roma CF               | 5 - 1     | Juventus Torino    |
| 2013-2014 | Stadio comunale Gino Bozzi, Firenze 12 giugno 2014                 | Vicenza               | 5 - 1     | Bologna CF         |
| 2014-2015 | Campo "Le Pianore", Capezzano Pianore (LU) 12 giugno 2015          | Pro Hellas Monteforte | 1 - 0     | Bologna CF         |
| 2015-2016 | Stadio comunale Gino Bozzi, Firenze 28 giugno 2016                 | Ligorna 1922          | 3 - 1     | Bologna CF         |
| 2016-2017 | Stadio comunale Gino Bozzi, Firenze 24 giugno 2017                 | Fiamma Monza          | 4 - 0     | Bologna            |
| 2017-2018 | Stadio comunale Gino Bozzi, Firenze 23 giugno 2018                 | Venezia FC Femminile  | 5 - 1     | Libertas Femminile |
| 2018-2019 | Stadio comunale Gino Bozzi, Firenze 23 giugno 2019                 | Perugia               | 4 - 2     | Torino             |
| 2021-2022 | Stadio comunale Gino Bozzi, Firenze 25 giugno 2022                 | Pordenone             | 2 - 1     | Spezia             |
| 2022-2023 | Stadio comunale Gino Bozzi, Firenze 10 giugno 2023                 | Roma CF               | 3 - 1     | Torino             |
| 2023-2024 | Stadio comunale Gino Bozzi, Firenze 15 giugno 2024                 | Roma CF               | 2 - 0     | Torino             |
| 2024-2025 | Centro Sportivo Francesca Gianni Roma 14 giugno 2025               | Roma CF               | 1 - 0     | FC Südtirol        |